# Gewichtheffen op de Olympische Zomerspelen 2008 (kwalificatie)
Deze pagina beschrijft de kwalificatie voor het gewichtheftoernooi op de Olympische Zomerspelen 2008.

## Disciplines
De mannen komen uit in 8 gewichtsklassen, de vrouwen in 7. Er zijn dus 15 gouden medailles te verdelen.
| Mannen      | Vrouwen    |
| ----------- | ---------- |
| tot 56kg    | tot 48kg   |
| tot 62kg    | tot 53kg   |
| tot 69kg    | tot 58kg   |
| tot 77kg    | tot 63kg   |
| tot 85kg    | tot 69kg   |
| tot 94kg    | tot 75kg   |
| tot 105kg   | boven 75kg |
| boven 105kg |            |

## Kwalificaties
Een Nationaal Olympisch Comité mag maximaal 6 mannelijke en 4 vrouwelijk atleten afvaardigen voor de kwalificatietoernooien, met hooguit twee atleten per discipline. 260 sporters kunnen zich kwalificeren; 170 mannen en 90 vrouwen. Uiteindelijk had een recordaantal van 88 landen zich gekwalificeerd.
De kwalificatieplaatsen werden als volgt verdeeld.

### Heren
| Evenement                             | Datum                              | Locatie                  | Gekwalificeerd                                                           | Atleten per NOC |
| ------------------------------------- | ---------------------------------- | ------------------------ | ------------------------------------------------------------------------ | --------------- |
| Gastland                              |                                    |                          | China                                                                    | 6               |
| WK 2006 en WK 2007                    | 29 sep - 7 okt 2006 15-24 sep 2007 | Santo Domingo Chiang Mai | Rusland Wit-Rusland Cuba Bulgarije Polen Colombia                        | 6               |
| WK 2006 en WK 2007                    | 29 sep - 7 okt 2006 15-24 sep 2007 | Santo Domingo Chiang Mai | Zuid-Korea Oekraïne Armenië Moldavië Griekenland Kazachstan Azerbeidzjan | 5               |
| WK 2006 en WK 2007                    | 29 sep - 7 okt 2006 15-24 sep 2007 | Santo Domingo Chiang Mai | Duitsland Egypte Venezuela Turkije Noord-Korea Roemenië Indonesië        | 4               |
| WK 2006 en WK 2007                    | 29 sep - 7 okt 2006 15-24 sep 2007 | Santo Domingo Chiang Mai | Thailand Iran Frankrijk Georgië Japan Italië Chinees Taipei              | 3               |
| Afrikaanse kampioenschappen 2008      | 12-15 mei 2008                     | Strand                   | Nigeria                                                                  | 2               |
| Afrikaanse kampioenschappen 2008      | 12-15 mei 2008                     | Strand                   | Libië Kameroen Tunesië                                                   | 1               |
| Aziatische kampioenschappen 2008      | 27 apr - 1 mei 2008                | Kanazawa                 | Oezbekistan Turkmenistan                                                 | 2               |
| Aziatische kampioenschappen 2008      | 27 apr - 1 mei 2008                | Kanazawa                 | Irak Kirgizië Saoedi-Arabië                                              | 1               |
| Europese kampioenschappen 2008        | 14-20 april 2008                   | Lignano Sabbiadoro       | Albanië Slowakije                                                        | 2               |
| Europese kampioenschappen 2008        | 14-20 april 2008                   | Lignano Sabbiadoro       | Hongarije Litouwen Spanje                                                | 1               |
| Pan-Amerikaanse kampioenschappen 2008 | 19-23 mrt 2008                     | Callao                   | Verenigde Staten Canada                                                  | 2               |
| Pan-Amerikaanse kampioenschappen 2008 | 19-23 mrt 2008                     | Callao                   | Brazilië Ecuador Argentinië                                              | 1               |
| Oceanische kampioenschappen 2008      | 28-30 mrt 2008                     | Auckland                 | Nieuw-Zeeland                                                            | 2               |
| Oceanische kampioenschappen 2008      | 28-30 mrt 2008                     | Auckland                 | Australië Nauru                                                          | 1               |
| Olympische kwalificatieranglijst      | 31 mei 2008                        | -                        | Top 8 individuen*                                                        | 1               |
| Wildcards                             | -                                  | -                        | 6 atleten                                                                | 1               |
| Totaal                                |                                    |                          | 170 Atleten                                                              | 170 Atleten     |

### Dames
| Evenement                             | Datum                              | Locatie                           | Gekwalificeerd                                                                              | Atletes per NOC |
| ------------------------------------- | ---------------------------------- | --------------------------------- | ------------------------------------------------------------------------------------------- | --------------- |
| Gastland                              |                                    |                                   | China                                                                                       | 4               |
| WK 2006 en WK 2007                    | 29 sep - 7 okt 2006 15-24 sep 2007 | Santo Domingo Thailand Chiang Mai | Rusland Thailand Zuid-Korea Oekraïne Colombia Polen Wit-Rusland Verenigde Staten Kazachstan | 4               |
| WK 2006 en WK 2007                    | 29 sep - 7 okt 2006 15-24 sep 2007 | Santo Domingo Thailand Chiang Mai | Japan Venezuela Griekenland Noord-Korea Canada                                              | 3               |
| WK 2006 en WK 2007                    | 29 sep - 7 okt 2006 15-24 sep 2007 | Santo Domingo Thailand Chiang Mai | Bulgarije Mexico Chinees Taipei                                                             | 2               |
| Afrikaanse kampioenschappen 2008      | 12-15 mei 2008                     | Strand                            | Nigeria Egypte Tunesië                                                                      | 1               |
| Aziatische kampioenschappen 2008      | 27 apr - 1 mei 2008                | Kanazawa                          | Indonesië Vietnam Mongolië India                                                            | 1               |
| Europese kampioenschappen 2008        | 14-20 april 2008                   | Lignano Sabbiadoro                | Turkije                                                                                     | 2               |
| Europese kampioenschappen 2008        | 14-20 april 2008                   | Lignano Sabbiadoro                | Duitsland Frankrijk                                                                         | 1               |
| Pan-Amerikaanse kampioenschappen 2008 | 19-23 mrt 2008                     | Callao                            | Dominicaanse Republiek Ecuador Puerto Rico Chili                                            | 1               |
| Oceanische kampioenschappen 2008      | 28-30 mrt 2008                     | Auckland                          | Australië Papoea-Nieuw-Guinea Samoa                                                         | 1               |
| Olympische kwalificatieranglijst      | 31 mei 2008                        | -                                 | Top 7 individuen*                                                                           | 1               |
| Wildcards                             | -                                  | -                                 | 4 atletes                                                                                   | 1               |
| Totaal                                |                                    |                                   | 90 atletes                                                                                  | 90 atletes      |

* Top individuen van NOC's die nog geen gekwalificeerden hebben. Maximum van één kwalificatie per NOC, onafhankelijk van de gewichtsklasse.